# Walter Ihoshi
Walter Shindi Ihoshi (São Paulo, 17 de julho de 1961) é um político brasileiro, 3 vezes deputado federal pelo Estado de São Paulo, filiado ao PSD. Atualmente, é presidente da Junta Comercial do Estado de São Paulo.
Em Brasília, atuou em diversos projetos importantes, como o Cadastro Positivo, Lei Geral da Micro e Pequena Empresa, colaborou com a criação do MEI, atuou em projetos que visam a redução de impostos no país. E defensor do Empreendedorismo e da Livre-Iniciativa.   